# Solingerhof
Solingerhof is een woonwijk van Velden in de gemeente Venlo, in de Nederlandse provincie Limburg.
De vanaf 1994 gebouwde wijk ligt in het oosten van Velden en wordt aan de noordzijde begrensd door de Schandeloseweg, in het oosten door de Heideweg, in het zuiden door de Paddeweg en in het westen door de bebouwing aan de oostzijde van de Burgemeester van Deelensingel. De straten zijn vernoemd naar planten kruiden (Akelei, Akkerwinde, Kromhals en Wederik), met uitzondering van het centrale plein, de Solingerhof. De wijk en het plein zijn vernoemd naar de voormalige boerderij Solingerhof.